# Daniel Mérillon
Pour les articles homonymes, voir Mérillon.
Daniel Mérillon, né le 29 juin 1852 à Bordeaux (Gironde) et mort le 23 août 1925 à Nontron (Dordogne), est un homme politique français.

## Biographie

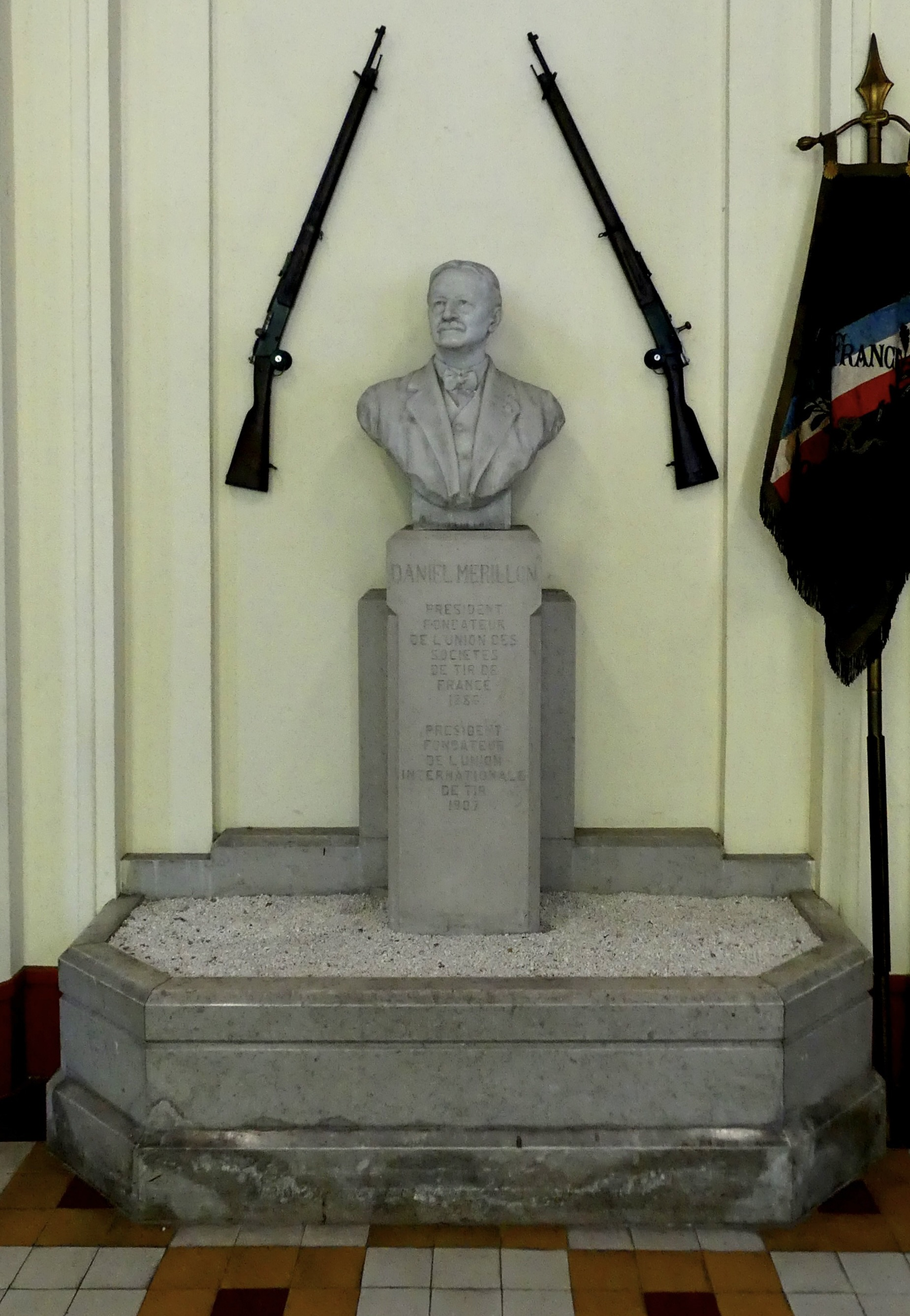
Monument à la mémoire de Daniel Mérillon, au Tir national de Versailles.

Avocat à Bordeaux en 1872, il est conseiller municipal de 1878 à 1884 et adjoint au maire de 1881 à 1884. Conseiller général, il est député de la Gironde de 1885 à 1889, inscrit au groupe de l'Union républicaine.
En 1886, il épouse Cécile Marcilhaud de Bussac, dont le père est président du tribunal de Bordeaux.
Battu en 1889, il devient magistrat, substitut général à Paris de 1890 à 1893 puis avocat général de 1893 à 1897 puis entre à la Cour de Cassation comme avocat général de 1898 à 1917, président de Chambre des requêtes de 1917 à 1922 et procureur général de 1922 à 1923. Il est aussi procureur général près la Haute Cour de Justice.
Il est président de l'Union nationale des sociétés de tir en 1886, puis président de l'Union internationale de 1907 à 1925.
Enfin et surtout, il est délégué général aux sports pour les concours sportifs de l'exposition universelle de 1900, et il préside ainsi à la composition du programme des épreuves de chaque sport lors des Jeux olympiques de 1900.
Une place porte son nom à Nontron.

## Sources
- « Daniel Mérillon », dans Adolphe Robert et Gaston Cougny, Dictionnaire des parlementaires français, Edgar Bourloton, 1889-1891 [détail de l’édition]
- « Daniel Mérillon », dans le Dictionnaire des parlementaires français (1889-1940), sous la direction de Jean Jolly, PUF, 1960 [détail de l’édition]